# Ant-Man

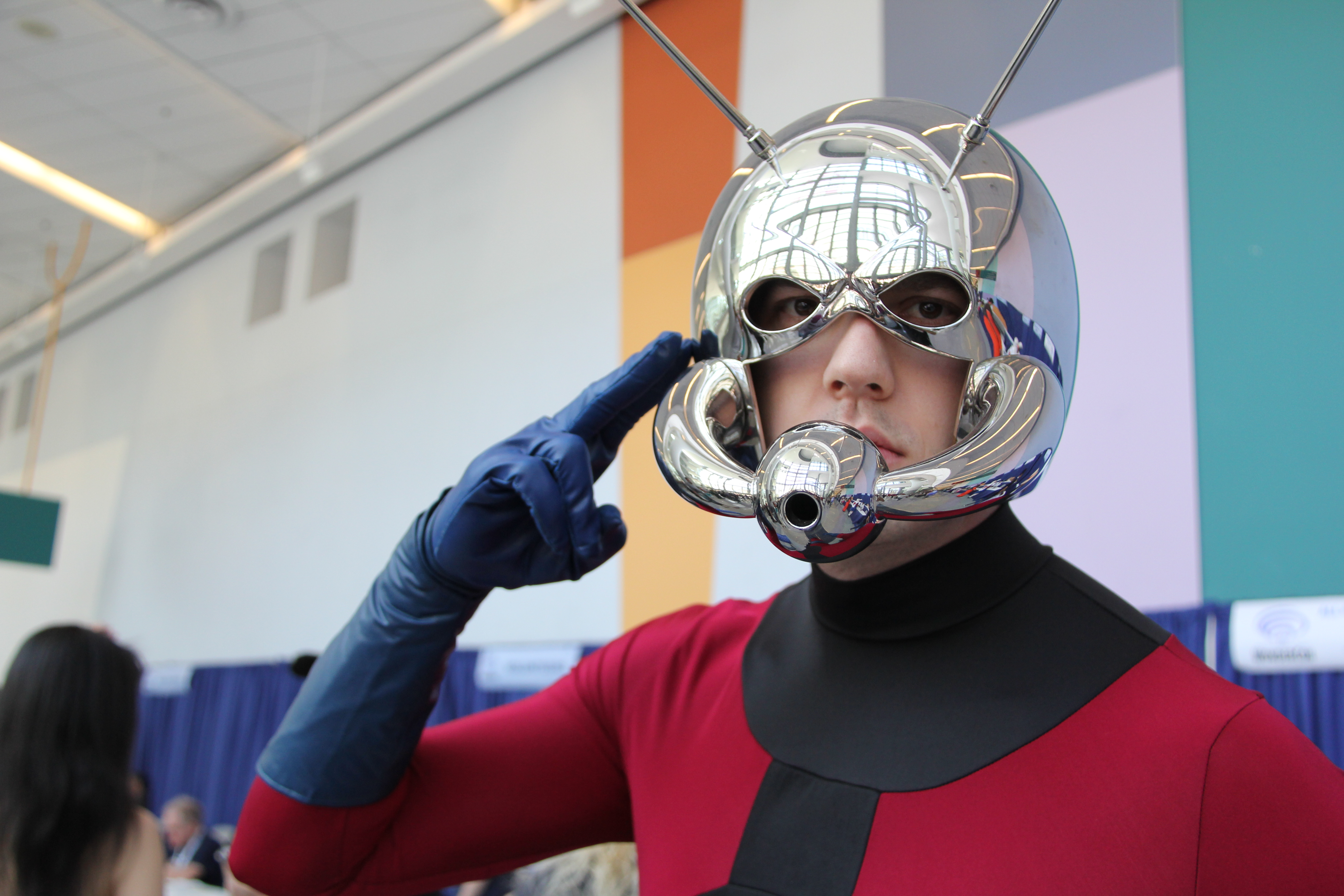
Cosplayer inspirovaný oblekem Ant-Mana

Ant-Man je fiktivní postava komiksových příběhů vydávaných nakladatelstvím Marvel Comics. Původním Ant-Manem byl Hank Pym, významný vědec, který vyvinul látku, jež mu umožňuje měnit svou velikost. Hank Pym byl stvořen tvůrčím triem, které tvořili Stan Lee, Larry Lieber a Jack Kirby. Poprvé se objevil v komiksu Tales to Astonish #27 (leden 1962); jako Ant-Man se poprvé objevil v Tales to Astonish #35 (září 1962).
Po Pymovi převzali identitu Ant-Mana Scott Lang a Eric O'Grady, kteří využili Pymovi technologie, aby se mohli stát Ant-Manem.

## Fiktivní biografie postavy

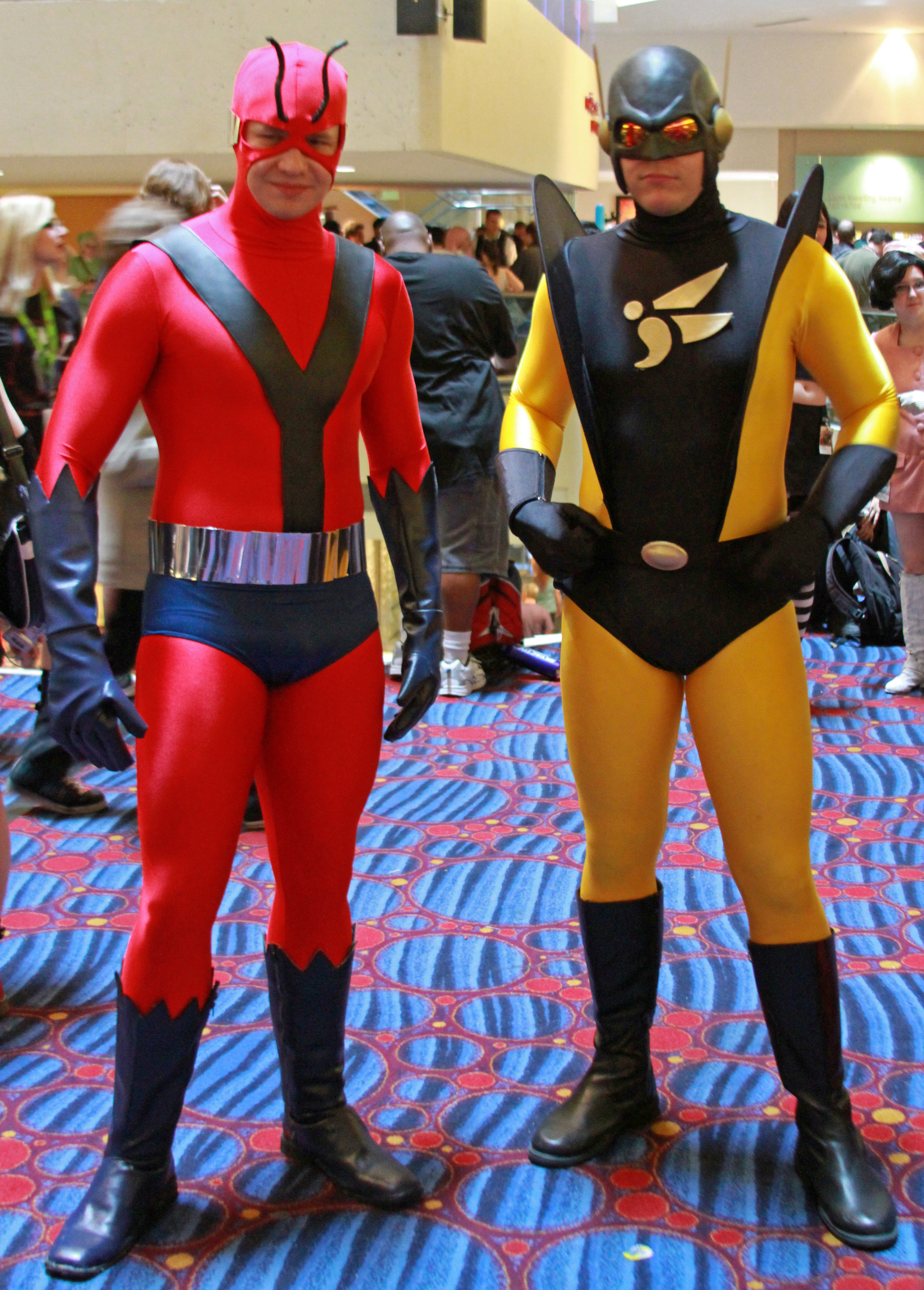
Muži inspirovaní obleky Ant-Mana a Yellowjacketa.

### Hank Pym
Biofyzik a expert na bezpečnostní systémy Dr. Henry 'Hank' Pym se rozhodl stát superhrdinou poté, co vyvinul speciální látku (Pymovy částice), které uživateli umožňují měnit tělesnou velikost. Vyzbrojen helmou, kterou dokáže komunikovat a kontrolovat mravence, se Pym zmenšoval na velikost hmyzu a stal se Ant-Manem. Svůj objev brzy předvedl své přítelkyni Janet Van Dyne, která se stala superhrdinkou Wasp. Duo se stalo zakládajícími členy Avengers a bojovali proti svým nepřátelům, jakými byli vědec Egghead, mutant Whirlwind a Pymem sestrojený robot s umělou inteligencí Ultron.
I když je Pym původní Ant-Man, postupně přijal i jiné identity, jako jsou Giant-Man, Goliath, Yellowjacket, a Wasp (po předpokládané smrti Janet v Tajné invazi). Během působení pod těmito identitami, se role Ant-Mana zhostili jiní.

### Scott Lang
Scott Lang byl zlodějíček, který se poprvé stal Ant-Manem poté, co ukradl Pymův oblek Ant-Mana, aby zachránil scou dceru Cassie. Během své nápravy, s podporou Hanka Pyma, brzy přijal superhrdinskou roli Ant-Mana na plný úvazek. V průběhu let spolupracoval například s Fantastic Four a stal se také plnohodnotným členem Avengers. Nějaký čas se stýkal se superhrdinkou Jessicou Jones. Později byl zabit Scarlet Witch spolu s Visionem a Hawkeyem (v komiksu Avengers: Rozpad). Poté se jeho dcera Cassie stala superhrdinkou Stature (v komiksu Young Avengers). Scott Lang byl oživen v roce 2011 v minisérii The Children's Crusade, ve které ale zároveň přišel o svou dceru, která se obětovala, aby zastavili Doctora Dooma, který ji později oživil během eventu AXIS (2014).

### Eric O'Grady
Eric O'Grady je třetí postavou, která si oblékla oblek Ant-Mana. Eric O'Grady je řadovým agentem organizace S.H.I.E.L.D., který nalezl oblek Ant-Mana na velitelství S.H.I.E.L.D.u. Ukradl oblek pro vlastní zištné cíle, mimo jiné se coby superhrdina chtěl zalíbit ženám a současně chtěl škodit jiným lidem. Brzy poté se objevil v týmovém titulu Avengers: The Initiative a později patřil k The Thunderbolts, aktuálně je součástí týmu Secret Avengers, kde se chová již více hrdinsky.

## Česká vydání
- 2015 – Ultimátní komiksový komplet #85: Marvel: Počátky - 60. léta, (autoři: Stan Lee, Larry Lieber, Ernie Hart a Jack Kirby: Tales to Astonish #27 a 44, 1962 a 1963).
- 2017 – Nejmocnější hrdinové Marvelu #035: Hank Pym - Ant-Man, (autoři: Dan Slott, Khoi Pham a Rafa Sandoval: Mighty Avengers #21-26, 2009) + Stan Lee, Larry Lieber, Jack Kirby a Don Heck: Tales to Astonish #27 a 35, 1962.
- 2018 – Nejmocnější hrdinové Marvelu #050: Scott Lang - Ant-Man, (autoři: Matt Fraction, Michael Allred a Joe Quinones: FF (Vol. 2) #1-7, 2013) + David Michelinie a John Byrne: Marvel Premiere #47-48, 1979.

## Film

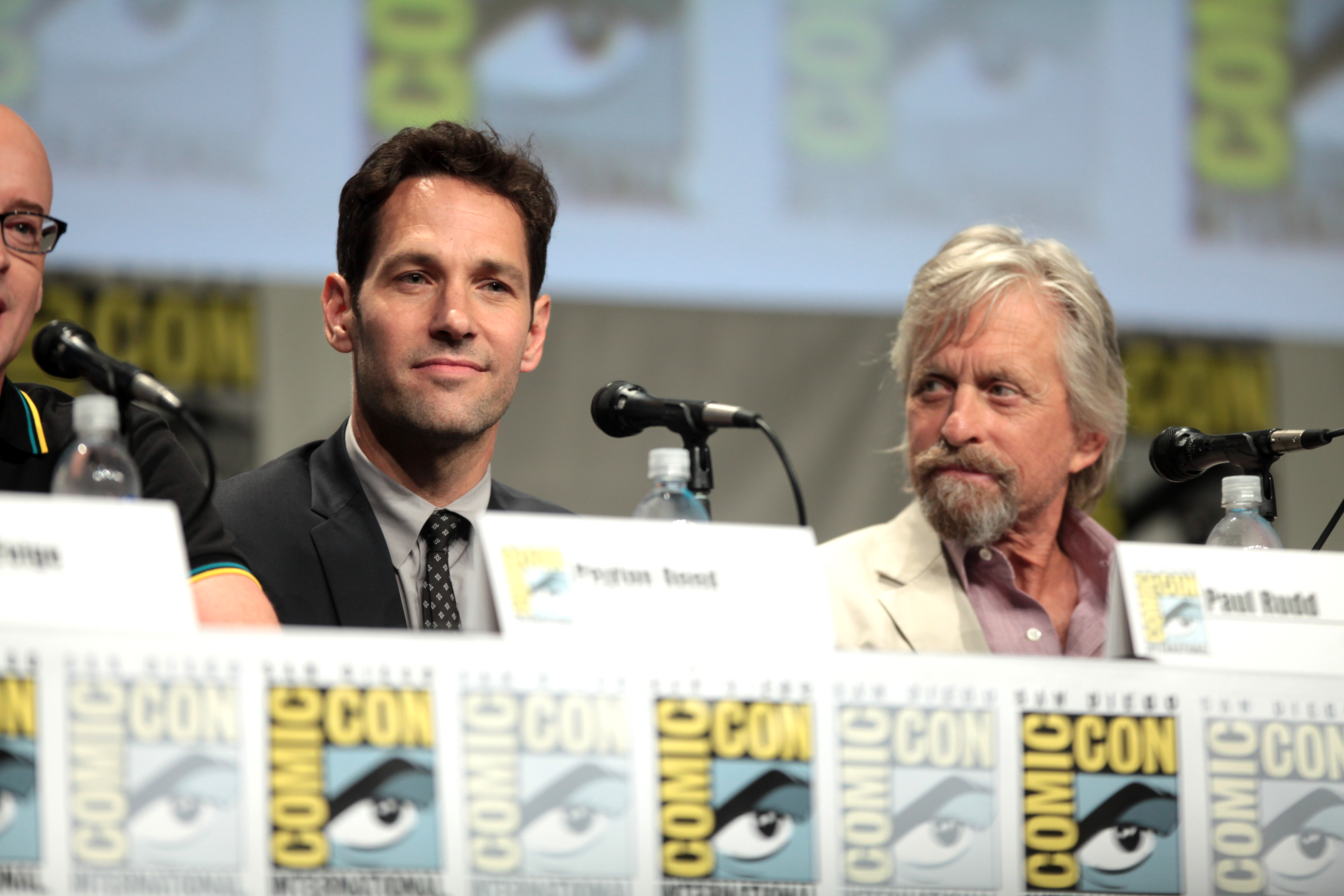
Herci Paul Rudd a Michael Douglas na SDCC v roce 2014

- 2015 – Ant-Man – režie Peyton Reed, v hlavní roli Paul Rudd
- 2016 – Captain America: Občanská válka – režie Anthony a Joe Russoovi, hraje Paul Rudd
- 2018 – Ant-Man a Wasp – režie Peyton Reed, v hlavní roli Paul Rudd
- 2019 – Avengers: Endgame – režie Anthony a Joe Russoovi, hraje Paul Rudd
- 2023 – Ant-Man a Wasp: Quantumania – režie Peyton Reed, v hlavní roli Paul Rudd